# Stövertjärnen, Jämtland
Stövertjärnen är en sjö i Bräcke kommun i Jämtland och ingår i Ljungans huvudavrinningsområde.